# Blast Corps
Blast Corps è un videogioco d'azione del 1997 sviluppato da Rare e pubblicato da Nintendo per Nintendo 64. Il titolo è incluso nella raccolta Rare Replay per Xbox One.

## Modalità di gioco
Ispirato a Donkey Kong, in Blast Corps l'obiettivo del gioco è quello di eliminare ostacoli per costruire un percorso.